# من باريس مع حبي (فلم)
من باريس مع حبي (بالإنجليزية: From Paris with Love) فيلم أكشن بطولة جون ترافولتا وجوناثان ريس مايرز، ومن إخراج بيير موريل. واشترك في كتابة السيناريو لوك بيسون. الفيلم صدر في الولايات المتحدة بتاريخ 5 فبراير 2010.

## وصلات خارجية
- الموقع الرسمي
- مقالات تستعمل روابط فنية بلا صلة مع ويكي بيانات